# ریتوکسی‌مب
ریتوکسی‌مَب (انگلیسی: Rituximab) دارویی است که جهت درمان برخی انواع بیماری‌های خودایمنی و سرطان‌ها بکار می‌رود.
این دارو در درمان لنفوم غیرهاجکین، لوسمی مزمن لنفاوی (CLL)، روماتیسم مفصلی، گرانولوماتوز وگنر، پورپورای ایمنی با کاهش پلاکت‌ها، پمفیگوس ولگاریس، میاستنی گراویس و زخم‌های مخاطی-دهانی ناشی از ویروس اپشتین–بار کاربرد دارد و به‌طریقهٔ تزریق وریدی آهسته تجویز می‌شود.
عوارض نسبتاً شایع که اغلب ظرف ۲ ساعت از آغاز تزریق به وجود می‌آیند، شامل راش پوستی، خارش، فشار خون پایین و تنگی نفس است. باقی عوارض که ممکن است شدید باشد، شامل «فعال‌شدنِ دوبارهٔ هپاتیت ب» در آن‌هایی که سابقهٔ ابتلا به این بیماری را داشته‌اند، «لکوانسفالوپاتی چندکانونی پیش‌رونده» (PML) و «نکرولیز سمی پوستی» است. هنوز معلوم نیست که مصرف این دارو در دوران بارداری چه تأثیراتی بر جنین دارد.
این دارو یک پادتن مونوکلونال کایمریک علیه پروتئین CD20 است که عموماً بر روی سطحِ لنفوسیت‌های B یافت می‌شود. ریتوکسی‌مب با اتصال به «CD20»، موجب مرگ سلولی می‌شود.
ریتوکسی‌مب در سال ۱۹۹۷ میلادی برای مصارف پزشکی مورد تأیید واقع شد. این دارو جزءِ داروهای ضروری سازمان جهانی بهداشت است که در واقع داروهای بسیار مؤثر و کم‌خطر در سیستم بهداشتی محسوب می‌شوند. حق امتیاز انحصاری این دارو در سال ۲۰۱۶ منقضی شد و اینک داروهای ژنریک مشابه در دسترس است.

## مصارف پزشکی
به‌طور خلاصه، ریتوکسی‌مب هم لنفوسیت‌های بی سالم و هم لنفوسیت‌های بی سرطانی را که دارای CD20 است، تخریب می‌کند. این دارو در ترکیب با فلودارابین و سیکلوفسفامید در درمان لوسمی مزمن لنفاوی به کار می‌رود. ریتوکسی‌مب با متوترکسات در درمان روماتیسم مفصلی متوسط تا شدید که به درمان‌های پیشین ضد TNF پاسخ نداده‌اند، تجویز می‌شود. ریتوکسی‌مب در ترکیب با گلوکوکورتیکوئید برای درمان «پلی‌آنژیت میکروسکوپی» استفاده می‌شود.
ریتوکسی‌مب در ترکیب با هیالورونیداز انسانی که با نام‌های مَـب‌ترا اس‌سی و «ریتوکسین هایسلا» عرضه می‌شود، برای درمان «لنفوم فولیکولار منتشر سلول‌های بی» و «لوسمی مزمن لنفاوی» تجویز می‌گردد.

### سرطان‌های خون
از ریتوکسی‌مب در درمان سرطان‌های گلبول‌های سفید (لوکمی‌ها و لنفوم‌ها) همچون لنفوم غیرهاجکین، لوسمی مزمن لنفاوی (CLL) و لنفوم هاجکین (از نوع لنفوسیت‌های غالب) و همچنین ماکروگلوبولینمی والدنشتروم استفاده می‌شود.

### بیماری‌های خودایمنی
طی ۳ کارآزمایی تصادفی کنترل‌شده مشاهده گردید که ریتوکسی‌مب در درمان آرتریت روماتوئید مؤثر است و اینک مجوز مصرف در موارد مقاوم این بیماری را داراست. در ایالات متحده آمریکا، سازمان غذا و دارو ریتوکسی‌مب را در ترکیب با متوترکسات (MTX) برای کاهش علائم و نشانه‌های بیماران بالغ مبتلا به آرتریت روماتوئید متوسط تا شدیدی که به درمان با داروهای ضد فاکتور نکروز توموری آلفا پاسخی نداده‌اند، مورد پذیرش قرار داده‌است. در اروپا این مجوز فقط برای موارد شدید این بیماری که به درمان‌های ضد TNF پاسخی نداده‌اند، تأیید شده‌است.
شواهدی مبنی بر کارایی (و نه لزوماً بی‌خطری) این دارو در زمینهٔ درمان برخی بیماری‌های خودایمنی موجود است و ریتوکسی‌مب به‌طور خارج‌ازدستور (Off-label) برای درمان موارد شدید ام‌اس، لوپوس منتشر، پلی‌نوروپاتی دمیلینه‌کنندهٔ التهابی مزمن و کم‌خونی‌های خودایمنی به‌کار می‌رود. خطرناک‌ترین و البته یکی از نادرترین عوارض این دارو، لکوانسفالوپاتی چندکانونی پیش‌رونده (PML) است که اغلب مرگبار است، اما تعداد بسیار اندکی از موارد این بیماری در جریان بیماری‌های خودایمنی ثبت شده‌است.
سایر بیماری‌های خودایمنی که در درمان‌شان از ریتوکسی‌مب استفاده شده‌است، شامل کم‌خونی همولیتیک خودایمنی، اریتروبلاستوپنی، پورپورای ترومبوتیک ترومبوسیتوپنیک، پورپورای ایمنی با کاهش پلاکت‌ها، سندرم ایوانس، واسکولیت‌ها (مثلاً گرانولوماتوز وگنر)، اختلالات تاولی پوست (مثلاً پمفیگوس و پمفیگوئید با نتایج بسیار امیدوارکننده طی یک پژوهش در سال ۲۰۰۶ که ۸۵٪ بهبودی فوری را در پمفیگوس نشان داد)، دیابت نوع ۱، سندرم شوگرن، انسفالیت ضد گیرندهٔ ان‌ام‌دی‌ای، سندرم دویک، افتالموپاتی گریوز، پانکراتیت خودایمنی، سندرم اُپوس‌کلونوس میوکلونوس و بیماری مرتبط با IgG4 است. برخی شواهد نشان می‌دهد که ریتوکسی‌مب در درمان بیماری‌های خودایمنی با واسطهٔ IgA کارایی چندانی ندارد.
ریتوکسی‌مب به‌طور خارج‌ازدستور در مدیریت درمانی پیوند کلیه (مثلاً عدم هماهنگی گروه خونی) کاربرد دارد. ریتوکسی‌مب در درمان القایی پیوند کلیه در افراد به‌شدت حساس به کار می‌رود.

## عوارض جانبی
عوارض جدی که ممکن است موجب ناتوانی و مرگ شوند عبارتند از:
- واکنش‌های شدید تزریق وریدی (ظرف ۲۴ ساعت پس از تزریق - ۸۰٪ موارد پس از دوز اول دارو بوده است).
- ایست قلبی
- سندرم آزادسازی سیتوکین
- سندرم لیز توموری که موجب نارسایی حاد کلیه می‌شود.
- عفونت
  - فعال‌شدن دوبارهٔ هپاتیت ب
  - عفونت‌های ویروسی دیگر
  - لکوانسفالوپاتی چندکانونی پیش‌رونده به سبب فعال شدن مجدد ویروس جی‌سی[۳۳]
- سمیت ایمنی با کاهش ۷۰٪ تا ۸۰٪ لنفوسیت‌های بی در مبتلایان به لنفوم
- سمیت ریوی[۳۴]
- انسداد روده با احتمال پاره‌شدن روده[۳۵]

دو بیمار مبتلا به لوپوس منتشر به دنبال درمان با ریتوکسی‌مب دچار لکوانسفالوپاتی چندکانونی پیش‌رونده و مرگ شدند. این بیماری نادر به دلیل فعال شدن مجدد ویروس جی‌سی که نوعی ویروس شایع و خاموش در مغز است، ایجاد می‌شود. فعال شدن این ویروس خاموش سبب آسیب شدید مغزی و مرگ می‌گردد.
دست‌کم یک بیمار مبتلا به آرتریت روماتوئید پس از درمان با ریتوکسی‌مب دچار لکوانسفالوپاتی چندکانونی پیش‌رونده شد.
ریتوکسی‌مب احتمالاً یکی از کوفاکتورهای ایجاد هپاتیت ئی مزمن در یکی از مبتلایان به لنفوم بود. هپاتیت ئی معمولاً یک بیماری حاد است و این موضوع نشان می‌دهد که این دارو در کنار اثرِ خودِ لنفوم، سبب تضعیف سیستم ایمنی بدن در پاسخ‌دهی به ویروس شده‌است.

## نحوهٔ عملکرد دارو

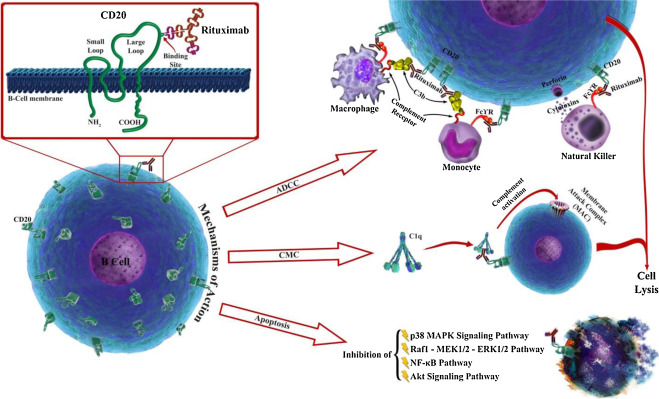
نحوهٔ عملکرد ریتوکسی‌مب؛ سه مکانیسم اصلی مستقل عبارتند از: (۱) سمیت سلولی وابسته به پادتن (ADCC)، (۲) سمیت سلولی وابسته به کمپلمان (CMC) و (۳) آپوپتوز; تصویر فرعی بالا و چپ، یک نمای شماتیک از ساختمان CD20 و ریتوکسی‌مب است.

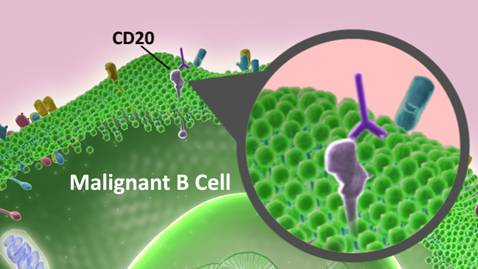
ریتوکسی‌مب در اتصال به CD20. پروتئین‌های CD20 از سطح سلول بیرون زده و ریتوکسی‌مب که یک پادتن به شکلِ Y است، به آنها وصل می‌شود.

ریتوکسی‌مب به پروتئین‌های CD20 سطح سلول متصل می‌شود. این مولکول بر سطح لنفوسیت‌های بی جوان و نابالغ و در تمامی مراحل تمایز آن دیده می‌شود، به‌جز پلاسماسل‌ها. با آنکه وظیفه CD20 به‌طور دقیق روشن نیست، اما احتمال دارد در درون‌ریزی یون کلسیم از خلال غشا پلاسمایی و حفظ غلظت درون‌سلولی آن و فعال کردن لنفوسیت‌های بی نقش داشته باشد.
ریتوکسی‌مب در حذف سلول‌هایی که مقادیر اندکی CD20 دارند، چندان مؤثر نیست. این دارو به یک سمت «لنفوسیت بی» که حاوی CD20 است رفته و یک سرپوش ایجاد نموده و سایر پروتئین‌ها را به آن سو می‌کشاند. این سرپوش، کارامدی یاخته‌های کشنده طبیعی (NK) را در تخریب «لنفوسیت‌های بی» تغییر می‌دهد، به نحوی که با اتصال به این سرپوش، با احتمال ۸۰٪ «لنفوسیت‌های بی» را می‌کشد. در مقایسه اگر ریتوکسی‌مب این سرپوش نامتقارن را ایجاد نکند، میزان موفقیت یاخته‌های کشنده طبیعی در کشتن «لنفوسیت‌های بی» تنها ۴۰٪ است.
اثرهای زیر از ریتوکسی‌مب مشاهده است:
- ناحیه قطعه کریستالیزه‌شونده ریتوکسی‌مب، «سمیت سلولی وابسته به پادتن» و «سمیت سلولی وابسته به کمپلمان» را واسطه‌گری می‌کند.
- ریتوکسی‌مب یک اثر کلی تنظیمی در چرخه سلول دارد.
- اثر ترجیحی در کشتن لنفوسیت‌های B که حاوی مقادیر فراوان CD20 و همچنین میل به پیام‌رسانی BCR باشند، به‌ویژه در لوسمی مزمن لنفاوی (CLL).
- ریتوکسی‌مب، مجموعه سازگاری بافتی اصلی کلاس دو و همچنین مولکول‌های چسبندگی LFA-1 و LFA-3 را افزایش می‌دهد.
- ریتوکسی‌مب باعث ریزش CD23 می‌شود.
- میزان گیرنده‌های لنفوسیت بی (BCR) را کاهش می‌دهد.
- آپوپتوز سلول‌های حاوی CD20 را موجب می‌شود.

مجموعهٔ اثرهای بالا در نهایت به حذف لنفوسیت‌های بی (از جمله انواع سرطانی آنها) از بدن منجر می‌شود و این اجازه را می‌دهد که لنفوسیت‌های جوان و سالم از یاخته‌های بنیادی لنفوئیدی تولید و جایگزین آنها شوند.
ریتوکسی‌مب به اسیدهای آمینه ۱۷۰ تا ۱۷۳ و ۱۸۲ تا ۱۸۵ از مولکول CD20 متصل می‌شود که به سبب پیوند دی‌سولفید میان ۱۶۷ و ۱۸۳، فاصله اندکی از یکدیگر دارند.

## تاریخچه
ریتوکسی‌مب توسط «نبیل هانا»، «میشل رِف» و همکاران پژوهشگرشان در بایوژن با نامِ اولیهٔ IDEC-C2B8 ساخته شد. مجوز انحصاری تولید این دارو در سال ۱۹۹۸ صادر و در ۲۰۱۶ میلادی منقضی شد.
به سبب اثربخشی و بی‌خطری این دارو در کارآزمایی‌های بالینی، سازمان غذا و داروی آمریکا در سال ۱۹۹۷ برای درمان لنفوم‌های «غیر هاجکین لنفوسیت بی» که به سایر انواع شیمی‌درمانی پاسخ نداده‌اند، مورد تأیید قرار گرفت. ترکیب ریتوکسی‌مب و رژیم شیمی‌درمانی CHOP در «لنفوم گستردهٔ لنفوسیت‌های بی» و بسیاری از انواع «لنفوم‌های سلول بی» مؤثرتر از رژیم CHOP به‌تنهایی است. کمیسیون اروپا این دارو را در سال ۲۰۱۰ برای درمان نگهدارندهٔ «لنفوم فولیکولار» پس از انجام درمان‌های اولیه آن، تأیید کرد.
بازاریابی این دارو در ایالات متحده آمریکا توسط شرکت‌های بایوژن و جننتک و در اتحادیه اروپا و کانادا توسط شرکت هوفمان-لا روش انجام می‌شود.
ریتوکسی‌مب یکی از داروهای ضروری سازمان جهانی بهداشت است.
این دارو که در سال ۲۰۱۶ به صورت تزریق وریدی (ظرف ۲٫۵ ساعت) در دسترس بود، جهت درمان لوسمی مزمن لنفاوی به صورت تزریق زیرجلدی هم مورد پذیرش واقع شد.
حق انحصاری تولید این دارو در فوریه ۲۰۱۳ در اروپا و در سپتامبر ۲۰۱۶ در آمریکا منقضی شد. تا نوامبر ۲۰۱۸ میلادی، چندین داروی ژنریک مشابه در اتحادیهٔ اروپا، سوئیس، ژاپن و استرالیا در دسترس است.